# Mériatoum (fils de Ramsès III)
Pour les articles homonymes, voir Mériatoum.
Mériatoum, ou Méry-Atoum, est un prince égyptien, qui a vécu pendant la XXe dynastie. Il était le fils de Ramsès III. 

## Généalogie
Khâemouaset est un des fils de Ramsès III. Toutefois, le nom de sa mère n'est pas connu avec certitude.

## Biographie
Mériatoum est né dans la seconde partie du règne de son père. Il est également connu sous le nom de Ramsès-Mériatoum sur certains documents. Comme la plupart des fils de Ramsès III, il porte le nom d'un des fils de Ramsès II et occupe la même fonction que son homonyme de la XIXe dynastie.
Il est en effet désigné par son père comme grand prêtre du culte du dieu Rê à Héliopolis. Il exercera cette fonction au moins jusqu'au règne de Ramsès V.
Il figure dans la liste des enfants royaux gravée dans le temple des millions d'années de Ramsès III à Médinet Habou.
Sa sépulture n'a pas été retrouvée et doit probablement être recherchée à Héliopolis, où selon la tradition étaient inhumés les pontifes du dieu soleil.